# Never Enough (álbum de Turnstile)
Never Enough  es el cuarto álbum de estudio de la banda estadounidense de hardcore punk Turnstile. Fue lanzado el 6 de junio de 2025 a través de Roadrunner Records. Este álbum sirve como continuación del anterior álbum de estudio de la banda Glow On (2021). Es su primer álbum sin Brady Ebert, miembro fundador, tras su salida en 2022 y el primero en contar con la participación de la guitarrista Meg Mills. Lanzado con gran éxito de crítica, Never Enough se ha convertido en el álbum de la banda con mejor clasificación en varios países hasta la fecha.

## Lanzamiento y promoción
Never Enough se promocionó inicialmente mediante una valla publicitaria en Sunset Boulevard en Los Ángeles, California, a finales de marzo de 2025, anunciando una fecha de lanzamiento para el 6 de junio de ese mismo año y confirmando a Mills como miembro oficial.
El 8 de abril de 2025, Turnstile lanzó el sencillo principal del álbum, "Never Enough", junto con un video musical dirigido por los miembros de la banda Brendan Yates y Pat McCrory. El 30 de abril, la banda lanzó el segundo sencillo, "Seein' Stars" / "Birds", con un video musical también dirigido por Yates y McCrory.
Never Enough viene acompañado de un álbum visual, que se estrenó en el Festival de Cine de Tribeca de 2025 y en cines el 5 de junio. El tráiler se lanzó el 7 de mayo de 2025.
La banda se embarcará en la gira Never Enough por Europa y Norteamérica para promocionar el álbum.

## Lista de canciones
| N.º | Título              | Duración |  |
| 1.  | «Never Enough»      | 4:47     |  |
| 2.  | «Sole»              | 3:25     |  |
| 3.  | «I Care»            | 3:53     |  |
| 4.  | «Dreaming»          | 2:36     |  |
| 5.  | «Light Design»      | 2:10     |  |
| 6.  | «Dull»              | 2:19     |  |
| 7.  | «Sunshower»         | 3:40     |  |
| 8.  | «Look Out for Me»   | 6:44     |  |
| 9.  | «Ceiling»           | 1:13     |  |
| 10. | «Seein' Stars»      | 3:07     |  |
| 11. | «Birds»             | 2:22     |  |
| 12. | «Slowdive»          | 3:33     |  |
| 13. | «Time Is Happening» | 2:07     |  |
| 14. | «Magic Man»         | 3:14     |  |

## Posicionamiento en lista
| Lista (2025)                         | Posición |
| ------------------------------------ | -------- |
| Alemania (Offizielle Top 100)        | 7        |
| Australian Albums (ARIA)             | 5        |
| Austria (Ö3 Austria)                 | 25       |
| Bélgica (Ultratop Flandes)           | 5        |
| Bélgica (Ultratop Valonia)           | 18       |
| Canadian Albums (Billboard)          | 43       |
| Croatian International Albums (HDU)  | 2        |
| Escocia (Scottish Albums Chart)      | 8        |
| French Albums (SNEP)                 | 60       |
| French Rock & Metal Albums (SNEP)    | 4        |
| Greek Albums (IFPI)                  | 33       |
| Hungría (MAHASZ)                     | 7        |
| Irish Albums (IRMA)                  | 75       |
| New Zealand Albums (RMNZ)            | 24       |
| Países Bajos (Album Top 100)         | 26       |
| Portuguese Albums (AFP)              | 48       |
| Spanish Albums (PROMUSICAE)          | 63       |
| Reino Unido (UK Albums Chart)        | 11       |
| Reino Unido (UK Rock & Metal Albums) | 1        |
| Suiza (Schweizer Hitparade)          | 25       |
| US Billboard 200                     | 9        |

## Personal
Turnstile
- Brendan Yates – voz, teclados, sintetizador, producción
- Franz Lyons – bajo
- Pat McCrory – guitarras
- Daniel Fang – batería, percusión, programación de caja de ritmos
- Meg Mills – guitarra rítmica